# كوبا ليبرتادوريس 2011
بطولة كوبا ليبرتودس لكرة القدم 2011 (بالإسبانية:2011 Copa Libertadores de América)، هي البطولة المعروفة في أمريكا الجنوبية، والتي فاز فيها فريق سانتوس البرازيلي، محققًا لقبه الثالث في البطولة.

## النهائي
جمع النهائي بين بنيارول الأوروغواياني وسانتوس البرازيلي. أُقيمت مباراة الذهاب على ملعب سنتيناريو في مونتفيدو يوم 15 يونيو 2011، بينما لُعبت مباراة الإياب على أرضية ملعب باكايمبو في مدينة ساو باولو يوم 22 يونيو 2011. فاز سانتوس بنتيجة 2–1 في المجموع.

## وصلات خارجية
- الصفحة الرسمي على موقع كونميبول (بالإسبانية)